# Фарині
Фарині (італ. Farini) — муніципалітет в Італії, у регіоні Емілія-Романья,  провінція П'яченца.
Фарині розташоване на відстані близько 400 км на північний захід від Рима, 145 км на захід від Болоньї, 39 км на південь від П'яченци.
Населення — 1337 осіб (2014).

## Демографія
Населення за роками:

Станом на 1 січня 2023 року в муніципалітеті офіційно проживало 46 іноземців з 14 країн, серед них 13 громадян країн Євросоюзу та 6 громадян України.

## Сусідні муніципалітети
- Барді
- Беттола
- Колі
- Феррієре
- Морфассо